# Photonectes munificus
Photonectes munificus és una espècie de peix de la família dels estòmids i de l'ordre dels estomiformes.

## Hàbitat
És un peix marí i d'aigües profundes que viu fins als 440 m de fondària.

## Distribució geogràfica
Es troba a Xile.